# Iglesia de Santiago (Ledigos)
La Iglesia de Santiago es un templo parroquial ubicado en Ledigos (Palencia).

## Contexto
Ledigos se encuentra situado en el Camino de Santiago. El templo en sí, se alza sobre una colina, de manera que permite ver hasta la siguiente población del Camino, que es Terradillos de los Templarios. La población albergaba también el hospital de peregrinos de San Lázaro, situado junto al Camino, construido inicialmente como leprosería en el siglo XII y demolido en 1752.

## Historia
Doña Urraca ofreció en 1028 la población de Ledigos a Santiago Apóstol, con lo cual esta quedó bajo el control del Cabildo de la Catedral de Santiago. En el siglo XIII se alzó un templo que, consecuentemente, fue dedicado a Santiago. Hacia el siglo XVII el edificio fue reformado.
En el siglo XX sufrió el derrumbamiento de su campanario original, que fue sustituido por la actual espadaña de ladrillo.

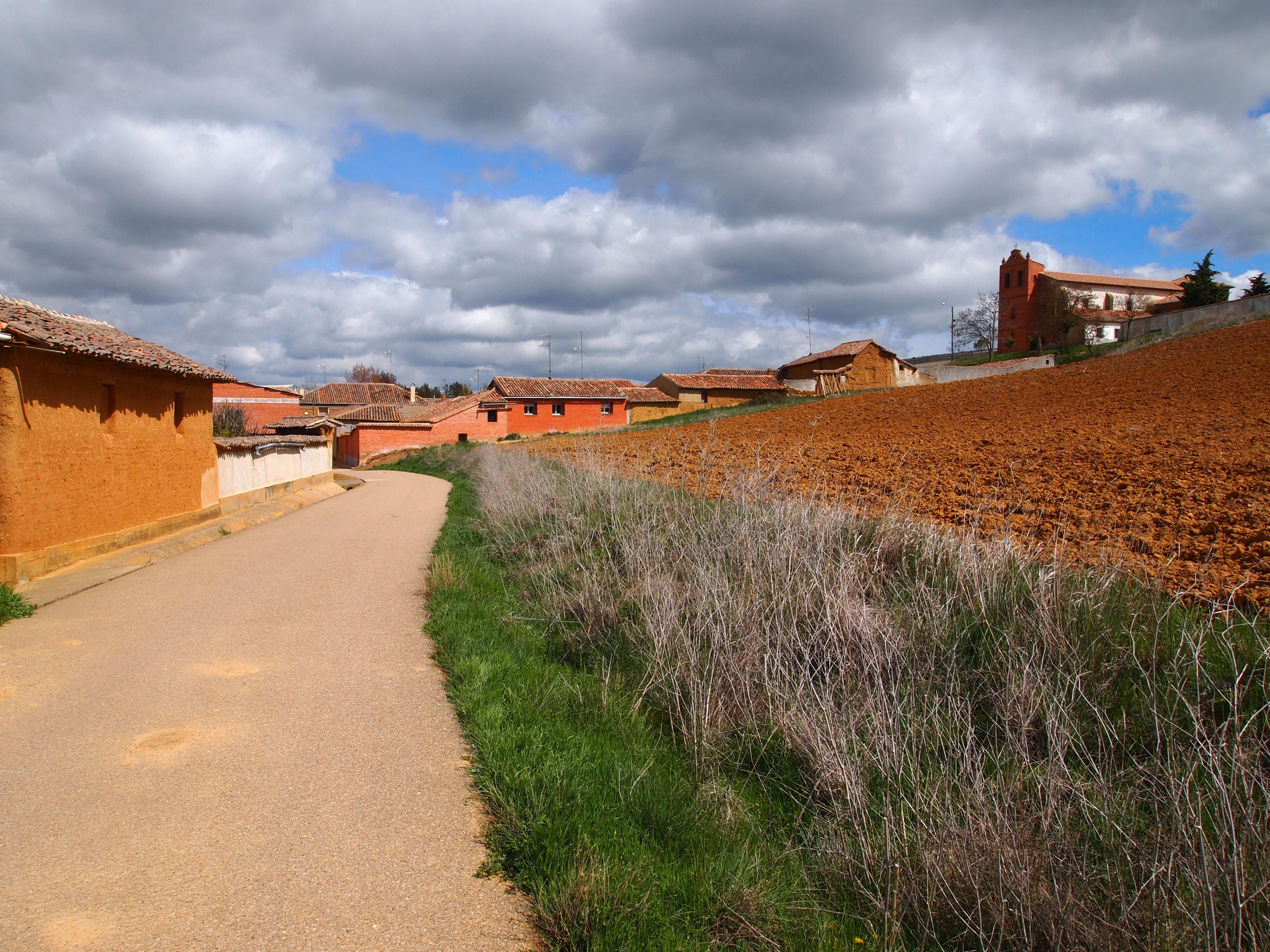
Situado sobre una colina, el templo ofrece una visión sobre la llanura de Tierra de Campos

## Descripción
Se trata de un edificio de una nave cubierta con bóveda de arista, construido en ladrillo. Cuatro retablos destacan en el templo. En el lado del Evangelio se encuentran dos de ellos, ambos neoclásicos; uno presenta un Cristo del siglo XVII,  mientras que el otro incluye pinturas del siglo XVI. El retablo de la Epístola es del siglo XVII, de estilo barroco. Finalmente, el retablo mayor del presbiterio es rococó, e incluye esculturas de diversos periodos, unas de los siglos XVI a XVII, y otras del siglo XVIII.
El templo contiene imágenes de Santiago en sus tres representaciones: Apóstol, Peregrino y Matamoros.